# Секеи
Секеите, също секели или секули, (на унгарски: Székelyek; на румънски: Secuii; на немски: Szekler; на латински: Siculi) са подгрупа на унгарския народ, живееща предимно в Секейския край в Румъния. Значително население, произхождащо от секеите от Буковина, живее в областите Толна и Бараня в Унгария и в някои области на Войводина, Сърбия.
През Средновековието секеите, заедно с трансилванските саксонци, играят ключова роля в защитата на Кралство Унгария срещу османците в позицията им като пазачи на източната граница. С Трианонския договор от 1920 г. Трансилвания (включително Секейска земя) става част от Румъния, а секелското население става цел на усилията за румънизация. През 1952 г., по време на Социалистическа република Румъния, бившата провинция Муреш, Румъния (с най-висока концетрация на секеи) е законно определена като Унгарска автономна област. Заменена е през 1960 г. от Мурешко-унгарската автономна област, която от своя страна е разделена през 1968 г. на три неавтономни окръзи – Харгита, Ковасна и Муреш.
Днешната Секейска земя приблизително съответства на румънските окръзи Харгита, Ковасна и централен и източен Муреш. Въз основа на официалното преброяване на населението през 2011 г. 1 227 623 етнически унгарци живеят в Румъния, предимно в региона на Трансилвания, което прави 19,6% от населението на този регион.

## Етноним
Други варианти на етнонима са секели, секлери, секули.

## Произход
Хронистът от 13 век Шимон от Кеза (Kézai Simon) също казва, че секеите са народ, наследник на хуните, които са живели в планините, преди да дойдат самите маджари, а Геза Фехер сочи, че са имали свое „предмаджарско“ – секейско, руническо писмо, където наред със старотюркските енисейски знаци се намират и няколко глаголически и „кирилски“ букви. Според Й. Тури секеите са най-старите сред сегашните жители на Трансилвания и не са преселени от маджарските крале, а сами са завладели сегашното си отечество, живеели в маджарското поле, обединили се с там нахлулите маджари и научили езика им.
Друга теория от 20 век е, че секеите са си просто погранично унгарско население, които – както някои други племена, са разселени, за да пазят границите. След задълбочени проучвания е установено, че езикът на секеите не се различава по нищо от езика на останалото унгарско население, което предвид на планинските им изолирани обитания в миналото противоречи на теорията за отделен етнос.
Унгарският учен Геза Фехер смята, че секеите са „прабългарско племе“. Това е мнението на проф. Петър Мутафчиев, поддържано в неговия труд „История на българския народ“. Други теории за произхода им са българско-есегелската, аварската, тюркската и пр. Някои учени проследяват потеклото на секеите, установяват тяхно присъствие в Карпатите още преди 5 век, което ги прави може би част или близки до Аварския хаганат, но това не ги прави авари.
Други изследвания твърдят, че секеите са говорили унгарски език. Дори се твърди, че в секейския език няма толкова заемки от тюркско-български, колкото в днешния унгарски език, а топонимите в секейските територии също доказват техния унгарски език. Дори ако секеите са били тюркско племе, те са изгубили родния си език твърде рано.

## История
Територията на Секейската земя е част от Аварския хаганат през средновековието. През този период авари и славяни мигрират в Трансилвания. От 900 до 1526 г. районът е под пряк контрол на Унгарската държава. Счита се, че секеите се заселват в Трансилвания през 12 век от територии в днешните области Хайду-Бихар и Бихор.
Още от средновековието секеите играят важна роля в унгарската армия. Етногенезисът им, както и този на унгарците, все още не е достатъчно изучен. От 12 и 13 век до 1876 г. секейската земя има значителна, но променлива автономия, първо като част от Кралство Унгария, после като част от Княжество Трансилвания. В днешно време самите секеи се считат за унгарци. В състава на Съюза на трите нации те встъпват като главни предводители на Трансилвания, където те, бидейки католици, напълно подчиняват под своя власт румънското православно мнозинство, което през 18 – 20 век се противопоставя на процеса на маджаризация.
Секеите са трансилвански племена и името им на унгарски значи „граничари“. Организирани в графство с доминантно унгарско благородничество и предимно саксонско население. Най-рано секеите като държавно обединение с управленчески апарат са споменати писмено през 1235 г.

## Численост
Около 670 000 секеи живеят в днешна Румъния. Приблизително половината от всички унгарци в Румъния се идентифицират като секеи. В Румъния секеи живеят в три административни области на страната: Харгита, Ковасна и Муреш. Значителен брой секеи живеят и на територията на Република Сърбия, в автономната област Войводина.

## Галерия
- A „Székely gate“
- Dârjiu fortified church is part of the UNESCO World Heritage
- Székely flag on the Houses of Parliament, Budapest, Hungary
- The Székely Sun and Moon (old,obsolete flag)
- The Székely flag, made and used by the Székelys.